# Friedrich Gottlob Fleischer
Friedrich Gottlob Fleischer (* 14. Januar 1722 in Köthen; † 4. April 1806 in Braunschweig) war ein deutscher Organist und Komponist.

## Leben
Fleischer erhielt seine musikalische Ausbildung vermutlich in Leipzig, möglicherweise war Johann Friedrich Doles sein Lehrer. 1746 oder 1747 kam er nach Braunschweig und wurde Organist an der Martinikirche und an der Aegidienkirche. 
Fleischer war den Professoren am Carolinum freundschaftlich verbunden und gehörte dem Kreis um Gotthold Ephraim Lessing an. Er war Musiklehrer der herzoglichen Familie und somit auch der Prinzessin Anna Amalia. 

## Werke
- Oden und Lieder mit Melodien, Teil 1, Braunschweig 1756
- Oden und Lieder mit Melodien, Teil 2, Braunschweig 1757
- Kantaten zum Scherz und Vergnügen, Braunschweig 1763